# 一卡通票證公司
一卡通票證公司（英語：iPASS Corporation）為臺灣第三間獲核准的電子票證公司，2014年2月13日於高雄市前鎮區正式成立，概括承受原由高雄捷運公司負責之一卡通業務。2017年中旬取得電子支付營運許可。

## 歷史
- 2012年3月22日：成立一卡通票證公司籌備委員會。
- 2013年12月6日：金融監督管理委員會核准一卡通票證公司成立[3]
- 2014年1月13日：設立公司。[4]
- 2014年1月29日：經濟部核准設立公司。
- 2014年2月13日：一卡通票證股份有限公司開幕掛牌典禮，同時啟用一卡通小額付費功能，包含全台OK超商、順發3C量販（南部地區門市）、A+1精品百貨、喜滿客夢時代影城等通路。
- 2014年3月14日：一卡通票證公司與日本AQUA Solutions簽署合作意向書（MOU）。
- 2014年7月1日：全家便利商店、萊爾富便利商店各門市同步啟用一卡通小額消費服務。
- 2014年7月1日：高雄市立壽山動物園開放使用一卡通刷卡入園服務。
- 2014年7月31日：大統集團超市及美食街加入一卡通小額消費通路。
- 2014年8月14日：愛國超市加入一卡通小額消費通路。
- 2014年8月15日：正式啟用繳納高雄市政府及屏東縣政府行政規費、臺灣高等法院高雄分院規費，完成電子票證三大服務（公共運輸、小額消費、政府規費）中最後一塊服務領域。
- 2014年9月起：陸續與大眾商業銀行、第一商業銀行、中國信託商業銀行、台新國際商業銀行等銀行合作發行一卡通聯名卡。
- 2014年10月6日：股東成員新增府城客運、東南水泥、高雄銀行，實收資本額達新臺幣7.42億元。
- 2014年12月4日：Pbike正式啟用，可使用一卡通辦理註冊後租用。
- 2015年1月1日：正式啟用繳納臺南市政府行政規費；正忠排骨飯全台門市開放一卡通支付。
- 2015年1月5日：開通高雄市立聯合醫院支付服務，可使用一卡通於批價櫃檯支付掛號費、醫藥費。
- 2015年1月12日：統一超商全台門市陸續開通一卡通服務。
- 2015年2月2日：開通高雄市立凱旋醫院支付服務。
- 2015年2月6日：台中iBike正式啟用。
- 2015年3月6日：開通高雄市立民生醫院支付服務。
- 2015年4月1日：臺南市市民卡正式發行。[5]
- 2015年4月14日：彰化YouBike正式啟用。
- 2015年7月1日：台亞加油站位於彰化以南站點開始提供一卡通服務。
- 2015年7月7日：一卡通與統一超商首波開通「電子發票」功能，當日亦啟用ibon生活便利站多項一卡通相關功能。
- 2015年9月1日：一卡通於台北捷運開通寬閘門「黃色驗票機」搭乘服務，當日亦啟用台北捷運各車站服務台一卡通加值及售卡服務。
- 2015年9月1日：一卡通於台北市、新北市開通YouBike微笑單車租借服務。
- 2015年10月1日：全聯福利中心全面啟用一卡通支付服務。
- 2016年6月12日：環球購物中心開通一卡通支付服務。
- 2016年8月：一卡通發卡量突破1000萬張。
- 2016年12月22日：一卡通與全家便利商店開通「電子發票」功能
- 2017年12月：LINE宣布投資一卡通，透過增資，投資一卡通3.4億元。LINE成為持股近三成的單一最大股東。
- 2018年初已由連加網路商業股份有限公司（LINE BIZ+ TAIWAN LIMITED）取得最大股權，實收資本額由新臺幣8億元增至新臺幣11.4億元。
- 2018年9月3日：LINE旗下行動支付LINE Pay與一卡通票證公司合作，推出「LINE Pay 一卡通帳戶」[6]
- 2020年：「LINE Pay 一卡通帳戶」改名為「LINE Pay Money」
- 2021年11月：媒體報導，連加網路出清手中一卡通持股，並退出董監事名單。由聯邦銀行接下釋出的股份。
- 2021年12月22日，迎接全新的 2022 年，一卡通的電子支付服務更名為「一卡通 MONEY」（英文名稱：iPASS MONEY），服務不變，權益不變，新名稱更強化一卡通的品牌與服務認知、連結與識別，也展現一卡通公司將更致力於電支電票整合服務的企圖心[7][8]。
- 2022年6月23日，獲金管會核准公開發行，股票代號6033[9]。

- 2023年4月28日，iPASS MONEY的APP正式上線。

## 企業標誌
以三個圖形結構為基本造型，三個圖形代表「三人成眾」，也是個快樂、跳躍起舞的人，代表一卡通票證公司是以「便利眾人、大眾快樂」的服務為宗旨。三個多層次色彩的圖形，也是三顆綿密的心，代表著「顧客的心、員工的心、企業的心」，向內凝聚，結合起來同心協力，共同來打造一個更美好進步的都市。企業識別及一卡通卡面由元平設計總監蕭文平及團隊設計。
- 識別標誌的色彩：
  - 綠色代表青山綠地及生生不息的活力
  - 藍色代表藍天碧海及高科技的動力
  - 橘色代表溫煦的陽光及豐盛的人情味

## 歷任董事長
| 任次   | 姓名   | 任期                          | 備註                         |
| 董事長 | 董事長 | 董事長                        | 董事長                       |
| ------ | ------ | ----------------------------- | ---------------------------- |
| 第一任 | 王國材 | 2014年2月13日至2016年5月16日  |                              |
| 第二任 | 施勝耀 | 2016年5月16日至2019年7月11日  |                              |
| 第三任 | 張修齊 | 2019年7月11日至2020年12月23日 |                              |
| 第四任 | 李懷仁 | 2020年12月23日至2022年8月27日 |                              |
| 代     | 廖泰翔 | 2022年8月27日-                | 高雄市政府經濟發展局局長代理 |

## 歷任總經理
| 任次   | 姓名   | 任期                         |
| 總經理 | 總經理 | 總經理                       |
| ------ | ------ | ---------------------------- |
| 第一任 | 張修齊 | 2014年2月13日至2019年7月11日 |
| 第二任 | 程子箴 | 2019年7月11日至2021年3月31日 |
| 第三任 | 李懷仁 | 2021年3月31日至2022年8月27日 |
| 第四任 | 鄭鎧尹 | 2022年8月27日至今            |

## 持股變化

### 2021 年 11 月 17 日
| 持股人                        | 持有股份數 | 百分比 |
| 泛公股                        | 20,984,049 | 32.28% |
| ----------------------------- | ---------- | ------ |
| 高雄捷運股份有限公司          | 7,412,843  | 11.40% |
| 高雄市政府（包括高雄銀行）    | 6,529,004  | 10.04% |
| 行政院國家發展基金管理會      | 5,702,187  | 8.77%  |
| 臺南市政府                    | 570,219    | 0.88%  |
| 彰化縣政府                    | 570,219    | 0.88%  |
| 澎湖縣政府                    | 171,066    | 0.26%  |
| 嘉義縣政府                    | 28,511     | 0.04%  |
| 泛民股                        | 40,485,525 | 62.28% |
| 聯邦商業銀行股份有限公司      | 26,800,275 | 41.23% |
| 晉禾企業股份有限公司          | 4,561,750  | 7.02%  |
| 中鋼集團-中冠資訊股份有限公司 | 2,280,875  | 3.51%  |
| 高雄汽車客運股份有限公司      | 2,280,875  | 3.51%  |
| 府城汽車客運股份有限公司      | 2,280,875  | 3.51%  |
| 東南水泥股份有限公司          | 2,280,875  | 3.51%  |

### 2024 年 1 月 19 日
| 持股人                        | 持有股份數 | 百分比 |
| 泛公股                        | 44,251,014 | 38.82% |
| ----------------------------- | ---------- | ------ |
| 高雄市政府（包括高雄銀行）    | 14,786,150 | 12.97% |
| 行政院國家發展基金管理會      | 14,315,757 | 12.55% |
| 高雄捷運股份有限公司          | 9,912,843  | 8.69%  |
| 財金資訊股份有限公司          | 4,000,000  | 3.51%  |
| 臺南市政府                    | 570,219    | 0.50%  |
| 彰化縣政府                    | 570,219    | 0.50%  |
| 嘉義市政府                    | 95,826     | 0.04%  |
| 泛民股                        | 61,665,732 | 54.09% |
| 聯邦商業銀行股份有限公司      | 38,696,603 | 33.94% |
| 晉禾企業股份有限公司          | 7,656,377  | 6.72%  |
| 中鋼集團-中冠資訊股份有限公司 | 3,828,188  | 3.35%  |
| 高雄汽車客運股份有限公司      | 3,828,188  | 3.35%  |
| 府城汽車客運股份有限公司      | 3,828,188  | 3.35%  |
| 東南水泥股份有限公司          | 3,828,188  | 3.35%  |

## 股東與董監事資料
一卡通公司之董監事包含31個公私機構，分別是：
| 職稱     | 姓名           | 所代表法人               |
| -------- | -------------- | ------------------------ |
| 董事長   | 廖泰翔（代理） | 高雄市政府               |
| 常務董事 | 許維文         | 聯邦商業銀行股份有限公司 |
| 董事     | 熊令容         | 聯邦商業銀行股份有限公司 |
| 董事     | 楊巨昌         | 聯邦商業銀行股份有限公司 |
| 董事     | 林誌銘         | 高雄捷運股份有限公司     |
| 董事     | 程子箴         | 高雄捷運股份有限公司     |
| 董事     | 董建宏         | 行政院國家發展基金管理會 |
| 董事     | 鄭欽哲         | 行政院國家發展基金管理會 |
| 董事     | 蔡榮泰         | 晉禾企業股份有限公司     |
| 董事     | 王乾勇         | 晉禾企業股份有限公司     |
| 董事     | 蔡明諭         | 中冠資訊股份有限公司     |
| 董事     | 鍾欣倍         | 高雄汽車客運股份有限公司 |
| 董事     | 張淑娟         | 高雄市政府               |
| 董事     |                | 高雄市政府               |
| 董事     | 黃榮宗         | 高雄市政府               |
| 董事     |                | 臺南市政府               |
| 董事     | 陳冠華         | 東南水泥股份有限公司     |
| 董事     | 鍾育霖         | 府城汽車客運股份有限公司 |
| 董事     | 李滿治         | 聯邦商業銀行股份有限公司 |
| 董事     | 陳志銘         | 聯邦商業銀行股份有限公司 |
| 董事     | 楊峯榮         | 聯邦商業銀行股份有限公司 |
| 董事     | 盧文娟         | 聯邦商業銀行股份有限公司 |
| 董事     | 顏顯明         | 聯邦商業銀行股份有限公司 |
| 董事     | 林國良         | 財金資訊股份有限公司     |
| 董事     | 李懷仁         | 行政院國家發展基金管理會 |
| 董事     | 吳侑勳         |                          |
| 監察人   | 黃榮宗         |                          |
| 監察人   | 林瑞彥         | 嘉義市政府               |
| 監察人   | 劉坤松         | 彰化縣政府               |
| 監察人   | 張榮泰         | 高雄銀行股份有限公司     |
| 監察人   | 羅承宗         |                          |

## 外部連結
- 一卡通票證公司 （页面存档备份，存于）
- iPass一卡通的Facebook專頁
- iPass一卡通的Instagram帳戶
- YouTube上的iPass一卡通頻道
- （繁體中文） 台灣公司資料